# Infanzón (Catamarca)
Infanzón es una localidad del Departamento El Alto, en el este de la provincia argentina de Catamarca.

## Geografía

### Población
Cuenta con 62 habitantes (Indec, 2010), lo que representa un incremento del 13% frente a los 55 habitantes (Indec, 2001) del censo anterior.
| Gráfica de evolución demográfica de Infanzón entre 1991 y 2010 |
|                                                                |
| Fuente: Censos nacionales del INDEC                            |

### Sismicidad
La sismicidad de la región de Catamarca es frecuente y de intensidad baja, y un silencio sísmico de terremotos medios a graves cada 30 años en áreas aleatorias. Sus últimas expresiones se produjeron:
- 21 de octubre de 1966 (58 años), a las 12.39 UTC-3 con 5,0 Richter; como en toda localidad sísmica, aún con un silencio sísmico corto, se olvida la historia de otros movimientos sísmicos regionales
- 7 de septiembre de 2004 (20 años), a las 8.53 UTC-3, con una magnitud aproximadamente de 6,5 en la escala de Richter (terremoto de Catamarca de 2004)[1]

## Toponimia
El nombre fue puesto así debido a que su fundador fue Wichfred Infanzón. Esto debe ser corroborado por algún documento. Lo más probable es que haya sido fundada por españoles, pioneros en la colonización del Este catamarqueño. Ver Infanzón en esta misma Wikipedia.